# ミッドナイト フライヤー
「ミッドナイト フライヤー(MIDNIGHT FLYER)」は、滝ともはるが、1982年にポリドール・レコードから発売した最後のシングル。

## 解説
「ミッドナイト フライヤー」は、朝日放送・テレビ朝日系テレビドラマ「ザ・ハングマンII」の主題歌としてエンディングに流れた。

## 収録曲
※　編曲は、両曲とも丸山恵市。

### Side:A
1. ミッドナイト フライヤー(MIDNIGHT FLYER)
  - 作詞・作曲：Paul O’Gorman（ポール・オゴーマン）、Steve Groves（スティーブ・グローブス）、日本語詞：滝ともはる

### Side:B
1. 明日へ向かうバスが
  - 作詞・作曲：滝ともはる

## 収録アルバム
- ザ・ハングマン　燃える音楽簿（1998年）-　「ミッドナイトフライヤー」を収録。
- 滝ともはる 35th Anniversary "The Best"（2013年）-　「ミッドナイトフライヤー」「明日へ向かうバスが」をセルフカバー。